# Piano numérique
Ne doit pas être confondu avec Piano électrique ou Piano électronique.
Un piano numérique est un instrument de musique électronique, équipé du clavier standard d'un piano, et reproduisant le son d'un piano acoustique grâce à un système électronique, la technologie la plus utilisée étant l'échantillonnage sonore.

## Généralités
Contrairement aux synthétiseurs, les pianos numériques sont conçus pour offrir des possibilités de jeux similaires à celles d'un instrument classique. Ainsi, les pédales sont pratiquement identiques à celles d'un piano. Généralement les pianos numériques offrent en standard plusieurs sons et, via une interface MIDI, peuvent faire office de clavier-maître pour contrôler d'autres instruments et avoir ainsi accès à des sonorités externes.
La qualité sonore dépend naturellement de celle de l'échantillonnage et du système de sonorisation. Le son peut parfois manquer de richesse pour certaines harmoniques. La reproduction du toucher dynamique du clavier (vélocité) n'est pas aisée, et constitue parfois un handicap par rapport à un instrument acoustique. Néanmoins, les modèles haut de gamme ont de nos jours une sensibilité acceptable.
La dernière création en matière de pianos numériques est le piano hybride, qui associe l'électronique à la résonance d'un vrai piano acoustique (avec cordes). Le musicien peut utiliser son piano normalement, ou en mode numérique, par exemple afin de mettre un casque pour ne pas déranger les voisins. Dans ce cas l'électronique, l'informatique et l'amplification prennent le relai des cordes.
Le piano numérique diffère du piano électrique (qui utilise des micros pour capter la résonance des cordes métalliques) ainsi que du piano électronique, qui utilise une technologie analogique.

## Spécificités
Le piano numérique offre les avantages suivants :
- L'instrument ne se désaccorde pas ;
- Poids et encombrement réduits ;
- Possibilité de jouer en silence en s'écoutant au casque sans perturber son entourage ;
- Sons généralement recréés à partir de pianos de concert de grande marque, disponibles ainsi virtuellement à coût modique ;
- Le son du piano numérique peut être enregistré en ligne directe sans nécessiter de microphone, peu importe l'acoustique du local où l'on joue ou le bruit environnant ;
- Possibilité de transposer le clavier, pour jouer dans une tonalité différente sans avoir à réapprendre le morceau ;
- Possibilité de partager numériquement le clavier en deux (split): par exemple maître/élève ou deux instruments;
- Effets sonores intégrés (notamment réverbération), et possibilité d'étendre le registre sonore ;
- Possibilité de reproduire les sons de certains autres instruments (clavecin, piano droit, piano mécanique, orgues, cordes, percussions, etc.) ;
- Interface MIDI permettant de piloter des instruments ou sonorités externes, comme par exemple jouer des instruments virtuels de type VSTi hébergés au sein d'une station audio-numérique sur ordinateur. Possibilité également d'enregistrer dans un fichier MIDI les morceaux joués, de les modifier, d'en afficher la partition, etc.

Dans les principaux fabricants de pianos numériques on trouve notamment Kawai, Korg, Yamaha (Clavinova), Roland, Chavanne et Casio.

## Historique
Succédant aux pianos mécaniques du 19e siècle, puis aux modèles électriques et électroniques de la deuxième moitié du 20e, les premiers véritables pianos numériques datent des années 1980. L'initiative revient à Yamaha avec sa série d'instruments Clavinova. Le son produit par les premiers modèles était très artificiel par rapport aux modèles actuels. Néanmoins ils comportaient déjà une interface MIDI. Avec les progrès de l'informatique et des technologies numériques appliquées à la recherche musicale, les machines ont pu délivrer des sonorités de plus en plus réalistes, grâce à l'intégration d'échantillons plus nombreux et de meilleure qualité. 
La complexité, la richesse du son et la mécanique du piano expliquent les longues années d'évolution qui ont été nécessaires pour permettre au piano numérique de produire des sonorités équivalentes de grande qualité et de les jouer avec suffisamment de nuance.

## Du jouet au piano à queue hybride
Les claviers numériques portables, les moins chers (moins de 300 €), sont  simples et légers (moins de 30 kg). Mais l'électronique et l'informatique embarquées permettent aujourd'hui d'obtenir des sonorités acceptables. La différence se fait au niveau de l'amplification, encore qu'on puisse brancher ces appareils sur une sonorisation externe.
Mais pour se rapprocher de l'expérience du piano acoustique il faut un clavier dit 'lourd', beaucoup plus complexe que les simples touches à ressort des claviers très bas de gamme qui ne sont que de simples interrupteurs. On se rapproche de l'apparence et du poids d'un piano véritable, avec ses trois pédales. (plus de 100 kg pour la gamme moyenne).
Les  pianos numériques haut de gamme possèdent quasiment une mécanique de piano acoustique, associée à un système de capteurs sophistiqués permettant de se rapprocher encore davantage d'un toucher et d'une maîtrise de la vélocité propres aux vrais pianos. La sonorisation est plus performante: l'amplification, le nombre et la qualité des haut-parleurs, leur disposition dans l'ergonomie du meuble est optimisée. Au sommet se trouvent les pianos à queue hybrides, qui peuvent être considérés comme des pianos acoustiques auxquels on a ajouté de l'électronique et de l'informatique. D'ailleurs l'échelle de prix va de 2 500 € environ pour un piano numérique comme le Clavinova du milieu de gamme (illustration), à 30 000 € pour les meilleurs pianos à queue hybrides (2017).

## Clavier maître, MIDI, pianos virtuels, musique assistée par ordinateur

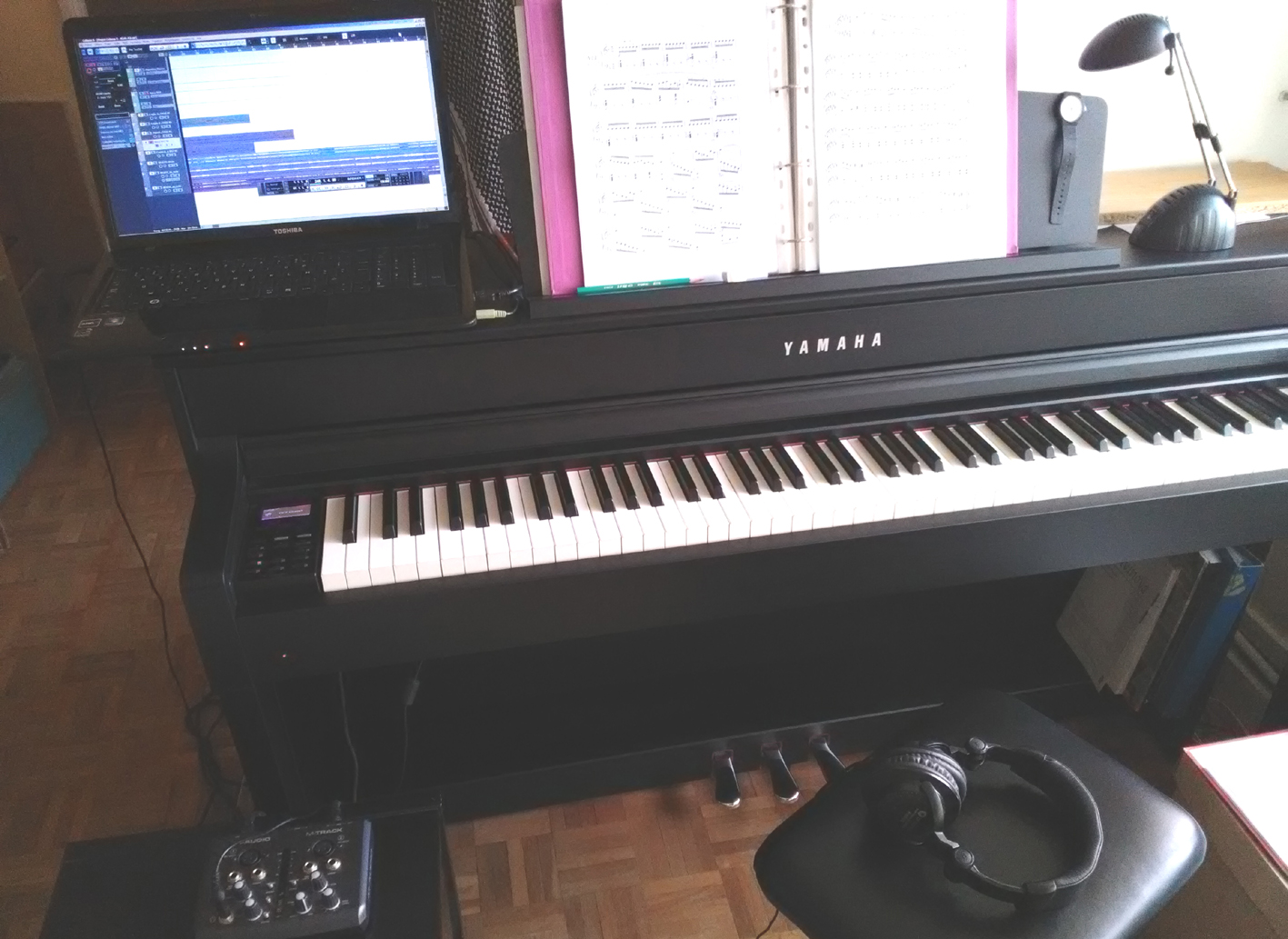
Piano numérique Yamaha Clavinova CLP575 (2014), connecté en MIDI à un PC avec séquenceur logiciel.

Un clavier numérique qui ne produit pas de son et qui n'est destiné qu'à commander des instruments externes (réels ou logiciels) via l'interface MIDI est appelé clavier maître. On peut également utiliser un piano numérique comme simple clavier maître, afin de lui connecter en MIDI d'autres instruments électroniques ou un ordinateur sur lequel tourne un séquenceur comme Cubase. Certains instruments virtuels, développés par des firmes spécialisées (par ex. Steinberg et son format VSTi), proposent des sonorités de pianos souvent plus variées et riches que celles intégrées aux pianos numériques et permettent des réglages plus nombreux qu'on visualise facilement sur l'écran de l'ordinateur. Le séquenceur logiciel permet également d'entrer dans le monde de la musique assistée par ordinateur (MAO).